# Creuse (departamento)
Creuse (23; en occitano: Cruesa) es un departamento francés situado en la parte central del país, perteneciente, desde el 1 de enero de 2016, a la nueva región de Nueva Aquitania (antes en la región de Lemosín). Su gentilicio francés es Creusois.

## Geografía
- Limita al norte con Indre y Cher, al este con Allier y Puy de Dôme, al sur con Corrèze, y al oeste con Alto Vienne.
- Altitudes extremas: máxima 932 m (bosque de Châteauvert), mínima 175 m (salida del río Creuse)
- Carretera más alta: D19 en Féniers (906 m).
- Otras cimas: Le Condrot (874 m), Signal du Pic (831 m), Signal de Montjouer (697 m), Maupuy (685 m), Roches de Mazuras (627 m).
- Mayor lago: lago de Vassivière (11 km²), artificial y compartido con Alto Vienne.
- Principales ríos: Creuse, Petite-Creuse, Cher, Taurion, Gartempe, Tardes, Voueize
- Las aguas más radioactivas de Francia: 86,58 bequerelios (de 15 a 48 °C)
- Gargantas del Creuse, cascada des Jarreaux, nacimiento del río Cher.

## Demografía
| 1801    | 1831    | 1841    | 1851    | 1856    | 1861    | 1866    |
| ------- | ------- | ------- | ------- | ------- | ------- | ------- |
| 218.041 | 265.384 | 278.029 | 287.075 | 278.889 | 270.055 | 274.057 |
| 1872    | 1876    | 1881    | 1886    | 1891    | 1896    | 1901    |
| 274.663 | 278.423 | 278.782 | 284.942 | 284.660 | 279.366 | 277.831 |
| 1906    | 1911    | 1921    | 1926    | 1931    | 1936    | 1946    |
| 274.094 | 266.235 | 228.244 | 219.148 | 207.882 | 201.844 | 188.669 |
| 1954    | 1962    | 1968    | 1975    | 1982    | 1990    | 1999    |
| 172.702 | 163.515 | 156.876 | 146.214 | 139.968 | 131.349 | 124.470 |

Las mayores ciudades del departamento son (datos del censo de 1999):
- Guéret: 14.123 habitantes.
- La Souterraine: 5.320 habitantes.

En ambos casos la aglomeración se compone de una sola comuna.